# Argyrádes
Argyrádes (Argyrades) är en ort i Grekland.   Den ligger i prefekturen Nomós Kerkýras och regionen Joniska öarna, i den västra delen av landet, 400 km väster om huvudstaden Aten. Argyrádes ligger 54 meter över havet och antalet invånare är 660. Den ligger på ön Korfu.
Terrängen runt Argyrádes är huvudsakligen platt, men åt nordväst är den kuperad.  Närmaste större samhälle är Lefkímmi, 8,2 km öster om Argyrádes. 